# Тигил
Тигил  (на руски: Тигиль) е село на полуостров Камчатка, административен център на Тигилския район на Камчатския край на Руската федерация. Влиза в състава на общината от селски тип „село Тигил“. Население – 1960 души (2007). Има летище.

## География
Селото е разположено в северозападната част на полуостров Камчатка, на река Тигил, на 48 km от вливането ѝ в Охотско море. Разстоянието от Тигил до село Палана по права линия е 165 km, до Петропавловск Камчатски – 523 km.

## История
Река Тигил има изключително важно стратегическо значение в активно започналия в началото на 18 век процеса на усвояване на полуострова. През реката преминават магистралните пътища по западния бряг на Камчатка. Още преди руския период, река Тигил е един от основните пътища, свързващи северозападна Камчатка с централната част на полуострова и източния бряг. Това обстоятелство предизвика необходимостта от строителството на крепост. Първото селище на мястото на съвременното село се появява през 1747 г., а през 1751 – 1752 г. е построен Тигилската крепост, по-късно многократно обновявана. Тя е разположена на десния бряг на Тигил, на тридесет версти от устието ѝ.
В Централния Държавен исторически архив е запазен план на крепостта от края на 18 век. Територията на крепостта заема площ от около 2,5 хиляди квадратни метра и е оградена с дървена правоъгълна палисада с остри ъгли – контрафорси, защитавани от оръдия. В нея са построени казарми, складове за кожи и църква. Източната и западната врати на крепостта излизат към селища, където са живели „военни служители“ и различни други хора, включително корякски семейства. Тигилската крепост е заобиколена от гори: бреза, топола, елша. В периода 1783 – 1786 г. в нея се помещава администрацията на Акланския уезд.

Към края на 18 век, крепостта вече губи първоначалното си предназначение, укрепленията ѝ започват да се рушат. През 1810 г., пристигналият руски мореплавател Василий Головнин пише:
„В крепостта има стара дървена църква, къща на началника, във всичко наподобяващи намиращите се в Петропавловското пристанище, няколко хамбара и казарми, а около крепостта са разпръснати тук-там няколко десетки къщички и колиби. Местните жителите се състоят от мещани, пенсионирани унтерофицери, войници и казаци“.
През 60-те години на 18 век крепостта е свързана с дейността на капитан Тимофей Шмалев, виден изследовател на Камчатка. През 20-те години на 19 век тук служи като комендант капитан-лейтенант Павел Кузмишчев, събирач на камчадалска лексика, автор на бележки за флората на полуострова. Кузмишчев провежда в Тигил обширни аграрни опити, преподава в организираното от него местно училище.
Към началото на 20 век село Тигил е най-голямото населено място в северозападната част на Камчатка.

## Население
| Година | Брой жители |
| ------ | ----------- |
| 2002   | 2132        |
| 2012   | 1673        |
| 2014   | 1664        |
| 2016   | 1571        |